# Thomas Harrison Montgomery, Jr.

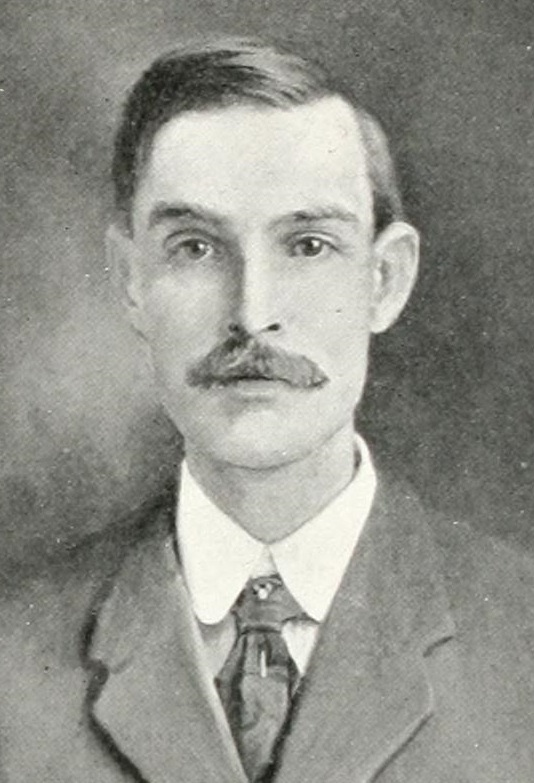
Thomas Harrison Montgomery, Jr.

Thomas Harrison Montgomery, Jr., född 5 mars 1873, död 18 mars 1912, var en amerikansk zoolog som gjorde viktiga upptäckter inom cellbiologi om kromosomer och deras roll i valet av kön och dess biologi hos fåglar och andra djur. Han studerade i Berlin innan han blev forskare och professor vid University of Pennsylvania. Under sin karriär publicerade han mer än 80 vetenskapliga tidningsartiklar och två böcker.